# Zercoseius
Zercoseius es un género de ácaros perteneciente a la familia Ascidae.

## Especies
- Zercoseius paliger (Berlese, 1916)
- Zercoseius spathuliger (Leonardi, 1899)